# チーム・ホイト

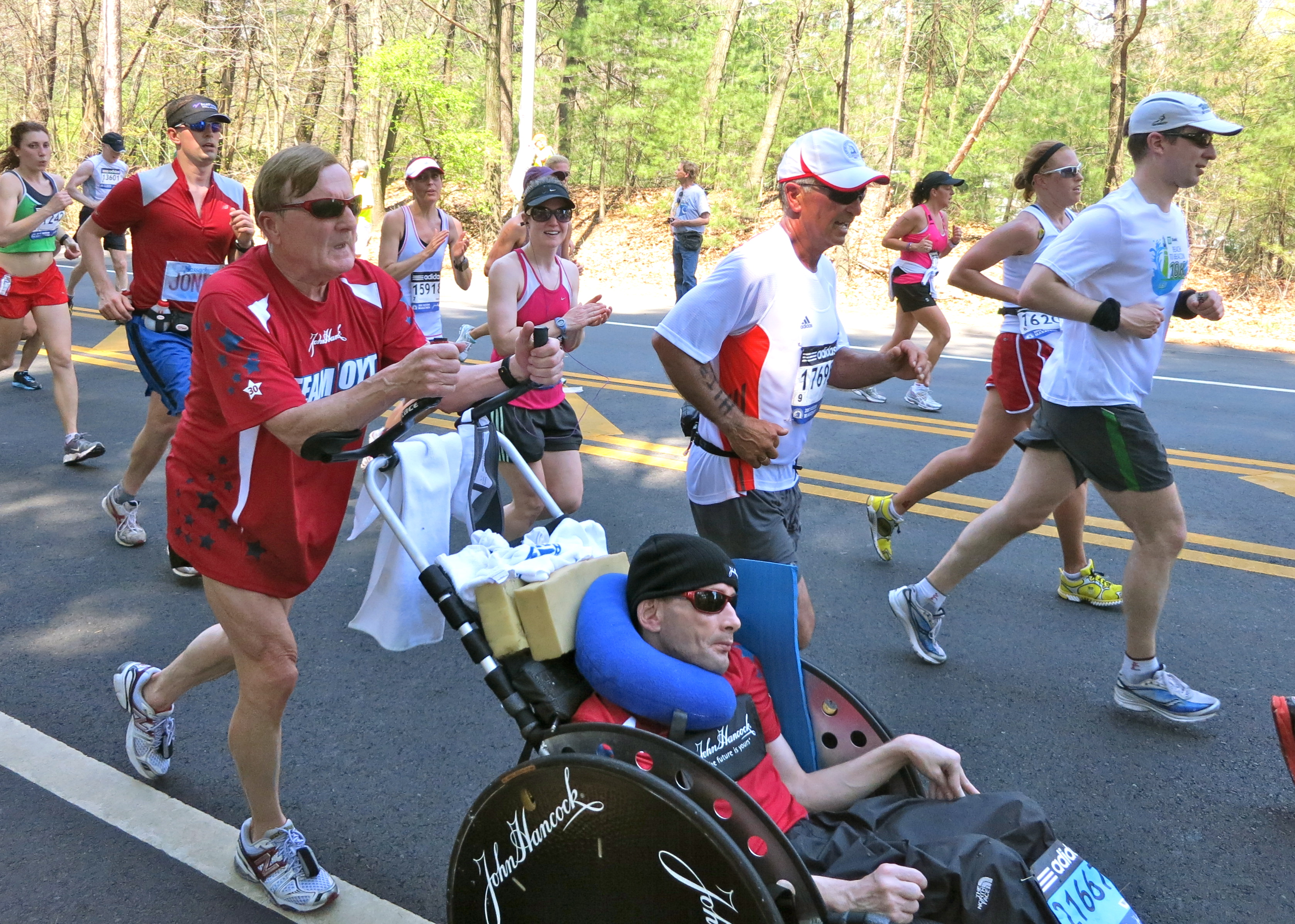
車椅子の人物がリック・ホイト。車椅子を押すのがディック・ホイト。2012年ボストンマラソンにて

チーム・ホイト（Team Hoyt）は、さまざまなスポーツ大会に出場している父ディック・ホイト（Dick Hoyt、1940年6月1日 - 2021年3月17日）と息子リック・ホイト（Rick Hoyt 、1962年1月10日 - 2023年5月22日）の親子のことである。

## 概要
1962年、アメリカでディック・ホイトとジュディホイトの夫婦間に脳性小児麻痺のリックが生まれた。医者から施設に預けることをすすめられたが断った。リックは首だけ動かせて、声を出せず、耳が聞こえているかわからなかった。夫妻は紙やすりをアルファベットの形に切り抜いて文字をリックに覚えさせた。
リックが11歳の時に、首を動かすだけで文字を入力できる障害者用コンピューターでコミュニケーションができるようになり知性が上がっていった。14歳の時、同世代の子供に劣らない学力があると認められ一般の中学校に入学した。
その後、全身麻痺になった生徒のためのチャリティーマラソンにリックが出たいと言い出した。ディックは車椅子を押してリックと走ることを決意した。その大会で完走して、リックは「初めて障害者だと忘れられた」と言った。ディックとリックはトレーニングをするようになる。
1984年のボストンマラソンで二人で出場して、2時間53分20秒で完走した。（この記録は一位に43分と迫る好記録）これによりチーム・ホイトは注目されるようになる。
1989年には、トライアスロンの最高峰であるアイアンマン世界選手権に二人で出ることを認められた。この大会で14時間26分4秒で完走した。
リックはボストン大学に入学して9年間勉強して学位を取得して優秀な成績で卒業した。コンピュータ研究室で障害者用の補助器具を開発している。
2014年に日本で公開されたフランス映画『グレート デイズ! －夢に挑んだ父と子－』（http://greatdays.gaga.ne.jp/ ）は、チーム・ホイトにインスパイアされた映画である。
2014年、ディックが73歳、リックが52歳の時に最後のマラソン大会に出場。これを最後に37年間続けた競技生活から引退した。
2021年3月17日、ディックが自宅にて死去。80歳没。
2023年5月22日、リックが呼吸器の合併症のため死去。61歳没。